# Saque de meta

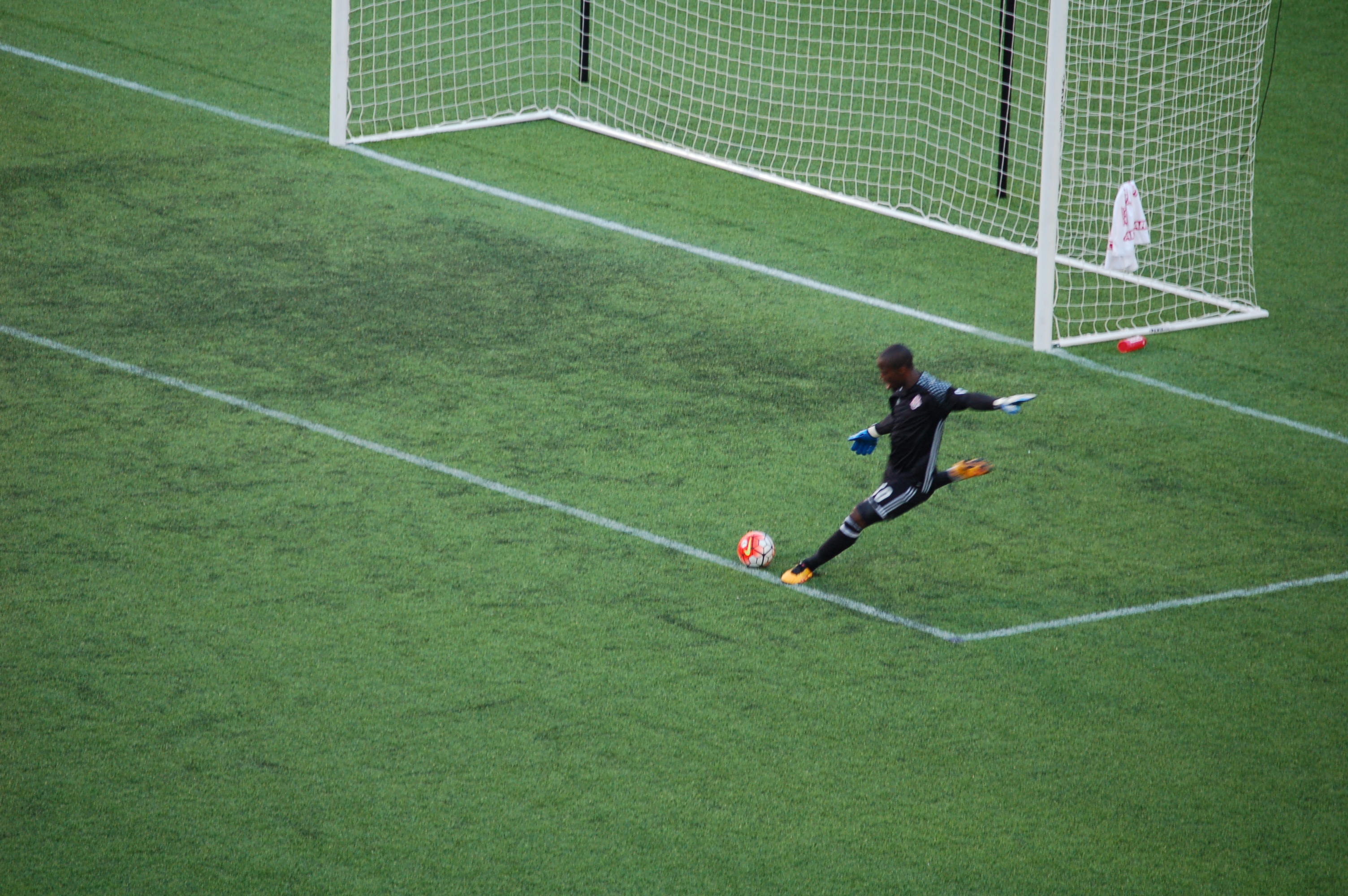
Guardameta realizando el saque de meta.

Durante un partido de fútbol, el saque de meta, saque de arco o saque de puerta se realiza cuando el equipo contrario cuelga el balón afuera del campo por la línea de fondo (atrás del arco).

## El saque de meta
Se concede saque de meta cuando la totalidad del balón traspasa la línea de fondo, por tierra o por aire, habiendo tocado en último lugar a un jugador del equipo atacante, y no se marca gol.

## Procedimiento
- El balón debe encontrarse inmóvil previo al saque y ser pateado desde cualquier punto del área de meta del equipo defensor por cualquier jugador del mismo.
- El balón se encuentra en juego cuando el portero o un defensor lo patea se mueve claramente.
- No puede haber ningún jugador del equipo contrario dentro del área previo al saque de meta.

## Infracciones u ofensas
- Si una vez realizado el saque desde el arco, el pateador toca el balón (sin la mano) sin que otro jugador lo haya tocado, se concederá un tiro indirecto para el equipo rival.
- Si el jugador que realiza el saque desde el arco toca el balón con la mano sin que otro jugador lo haya tocado, se consederá tiro libre directo desde el área (penalty) en caso de que este jugador no sea el portero, y si es el portero se consederá un tiro libre indirecto.

Si, al ejecutarse un saque de meta, algún adversario se encuentra dentro del área penal porque no tuvieron tiempo de salir, el árbitro puede permitir que continúe el juego. 
Si un adversario que se encuentra en el área penal cuando se ejecuta el saque de meta, o entra en el área penal antes de que el balón esté en juego, toque o dispute el balón antes que esté en juego, se repite el saque de meta.
Si un jugador entra en el área penal antes de que el balón esté en juego y comete falta o es cometida una falta por parte de un adversario, se repetirá el saque de meta y el infractor podrá ser amonestado o expulsado, según la infracción.
Para cualquier otra infracción, se repite el tiro.

## Gol
En muy raras ocasiones cuando el arquero (u otro jugador que realice el saque de meta en lugar del arquero) logra anotar un gol con este tipo de jugada, se le llama «gol de arco a arco», «gol de puerta a puerta» o «gol de extremo a extremo». Lo cual consiste en una verdadera hazaña anotar un gol desde tan lejos.
Se considera «gol de saque de meta» cuando el arquero u otro jugador logre anotar un gol en la portería rival siempre y cuando la pelota no sea tocada por ningún otro jugador.